# Benedetto Brin
Benedetto Brin (Turim, 17 de maio de 1833 – Roma, 24 de maio de 1898) foi um administrador naval e político italiano.

## Biografia
Nascido em Turim, trabalhou com distinção como engenheiro naval até os quarenta anos. Em 1873, o almirante Simone Antonio Saint-Bon, ministro naval da Itália, nomeou-o subsecretário de Estado. Os dois homens colaboraram em grandes projetos: Saint-Bon concebeu um tipo de navio, Brin fez os planos e dirigiu sua construção.
Com a chegada da esquerda ao poder em 1876, Brin foi nomeado Ministro da Marinha por Agostino Depretis, cargo no qual continuou as políticas de Saint-Bon, enquanto ampliava e completava o projeto de forma a formar o primeiro esquema orgânico de o desenvolvimento da frota italiana. Os enormes encouraçados das classes Italia e Duilio foram seu trabalho, embora depois tenha abandonado seu tipo em favor de cruzadores blindados menores e mais rápidos das classes Vettor Pisani e Giuseppe Garibaldi. Por sua iniciativa, a indústria naval italiana, quase inexistente em 1873, progrediu rapidamente.
Durante seus onze anos no ministério (1876–1878 com Depretis, 1884–1891 com Depretis e Francesco Crispi, 1896–1898 com Antonio Starabba), ele conseguiu criar grandes estaleiros privados, fábricas de motores e metalúrgicas para o produção de armaduras, chapas de aço e armas.
Em 1892, ingressou no gabinete de Giovanni Giolitti como Ministro das Relações Exteriores, acompanhando, nessa qualidade, o rei Umberto I e a rainha Margarida a Potsdam, mas optou por não agir contra a França por ocasião do massacre de operários italianos em Aigues-Mortes. Ele morreu enquanto Ministro da Marinha no gabinete de Rudini.